# Roberto Hernández (Leichtathlet)
Roberto Hernández Prendes (* 6. März 1967 in Limonar, Provinz Matanzas; † 5. Juli 2021 in Havanna) war ein kubanischer Leichtathlet, der vor allem im 400-Meter-Lauf und mit der kubanischen 4-mal-400-Meter-Staffel erfolgreich war.
Bereits 1985 gewann er seinen ersten Titel bei den Mittelamerika- und Karibikmeisterschaften über 400 Meter und wurde über dieselbe Distanz Zweiter der Universiade in Kōbe. 1986 belegte er bei den Leichtathletik-Juniorenweltmeisterschaften in Athen den zweiten Platz, ebenso wie ein Jahr später bei den Hallenweltmeisterschaften in Indianapolis. Bei den Panamerikanischen Spielen 1987 wurde er Dritter im 400-Meter-Lauf.
Bei den Leichtathletik-Weltmeisterschaften 1987 in Rom gewann er mit der 4-mal-400-Meter-Staffel die Bronzemedaille. Dabei stellten Leandro Peñalver, Agustin Pavó und Lázaro Martínez und er mit einer Zeit von 2:59,16 min einen neuen Landesrekord auf. Hernández startete auch im 400-Meter-Lauf und wurde Vierter.
1989 gewann er über 400 Meter wieder die Mittelamerika- und Karibikmeisterschaften und siegte auch bei der Universiade in Duisburg. Bei den Mittelamerika- und Karibik Spielen 1990 in Mexiko-Stadt holte er Goldmedaillen im 200-Meter-Lauf, im 400-Meter-Lauf und mit der 4-mal-400-Meter-Staffel. 1991 siegte er bei den Panamerikanischen Spielen in Havanna über 400 Meter und wurde Vierter bei den Weltmeisterschaften in Tokio.
Den größten Erfolg seiner Karriere feierte er bei den Olympischen Spielen 1992 in Barcelona mit der 4-mal-400-Meter-Staffel. Gemeinsam Lázaro Martínez, Héctor Herrera und Norberto Téllez gewann er in 2:59,51 min die Silbermedaille hinter der Staffel der Vereinigten Staaten, die einen neuen Weltrekord aufstellte, und vor dem Quartett aus Großbritannien. Im 400-Meter-Lauf wurde Hernández in Barcelona Fünfter.
1995 siegte er bei den Panamerikanischen Spielen in Mar del Plata über 400 Meter. Bei den Olympischen Spielen 1996 in Atlanta wurde er über dieselbe Distanz Vierter. Mit der Staffel verpasste er diesmal dagegen den Finaleinzug.
1998 gelang ihm mit der 4-mal-400-Meter-Staffel die Titelverteidigung bei den Mittelamerika- und Karibik Spielen in Maracaibo. 1999 wurde er bei den Panamerikanischen Spielen in Winnipeg Zweiter und bei den Weltmeisterschaften in Sevilla Vierter im 400-Meter-Lauf.
Nach der Beendigung seiner aktiven Sportlerkarriere war er für den staatlichen kubanischen Leichtathletikverband tätig und ließ sich dabei auch zu einem Auslandseinsatz nach Venezuela entsenden.
Roberto Hernández war 1,79 m groß und wog zu seiner aktiven Zeit 74 kg.

## Bestleistungen
- 200 m: 20,37 s, 24. Mai 1986, Sevilla
- 400 m: 44,14 s (NR), 30. Mai 1990, Sevilla